# Berta Fantová
Berta Fantová, nepřechýleně Fanta, roz. Sohr(ová), (19. května 1865, Libochovice, Rakousko-Uhersko – 18. prosince 1918, Praha, Československo) pražská německy hovořící intelektuálka, průkopnice ženského hnutí v českých zemích. Byla příležitostnou spisovatelkou, svá díla však nikdy nepublikovala.

## Život

### Původ a rodina
Berta Sohrová pocházela ze zámožné židovské rodiny. Jejími rodiči byli Albert Sohr, svého času rychtář libochovické židovské čtvrti a jeho žena Emilie. Berta navštěvovala školu pro dívky z bohatých rodin v Praze.
V roce 1884 se vdala za lékárníka Maxe Fantu (vynálezce Fantovy misky). Mladý pár se přestěhoval do pražského domu „U Kamenného beránka“ s lékárnou zvanou „U Bílého jednorožce“ na Staroměstském náměstí, který novomanželům koupila nevěstina matka Emilie. Zde se také narodily jejich dvě děti Elza Fantová (1886–1969) a Otto Fanta (1890–1940). (Dcera Elsa se stala roku 1908 první vysokoškolsky vzdělanou farmaceutkou v českých zemích.)
Berta Fantová, ač židovského původu, se v dospělosti nezajímala ani o judaismus ani o židovskou nauku. Byla obdivovatelkou německé kultury, zejména hudby Richarda Wagnera a spisů filosofa Friedricha Nietzscheho. Tvrdilo se, že Fantová upřednostňovala německou kulturu před českou, nicméně velmi obdivovala také českou hudbu např. Antonína Dvořáka ad.

### Pražský "Fantakreis"

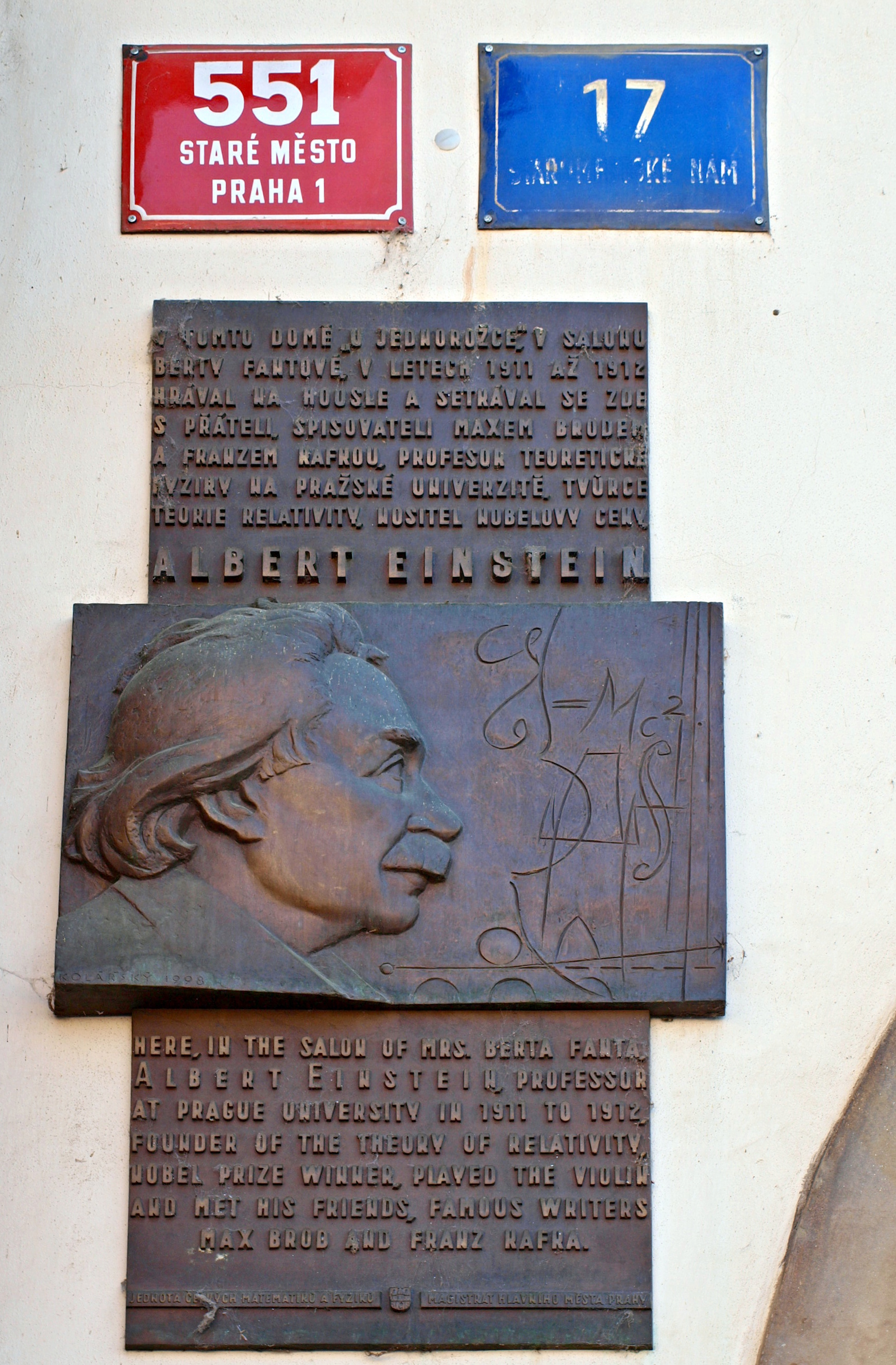
Pamětní deska Alberta Einsteina v salonu Berty Fantové

Kolem roku 1907 se v pražské kavárně Louvre na tehdejší Třídě císaře Ferdinanda (dnešní Národní) konalo první setkání filosofického kroužku "Fantakreis", který se později pod názvem Café Louvre přesunul do bytu Fantových na Staroměstském náměstí. Zde Berta každý čtvrtek večer pořádala neoficiální setkávání kroužku intelektuálů, kterých se účastnila řad významných osobností, jako spisovatelé Franz Kafka, Max Brod, a později také antroposof Rudolf Steiner, filosof Christian von Ehrenfels a další. Společnost se ovšem neomezovala pouze na intelektuální či duchovní témata. Některé společenské večery byly věnovány umění a hudbě. V letech 1911–1912 se setkání účastnil také Albert Einstein, který zde s klavíristkou Otýlií Nagelovou hrával na housle duety.
V téže době se Berta Fantová začala zabývat také studiem teosofických spisů a vstoupila do české Teosofické společnosti, kde se seznámila s Rudolfem Steinerem. V roce 1912 iniciovala s Mathildou Schollovou založení antroposofické společnosti v Praze.
Společně se svou sestrou Idou (vd. Freundovou, 1868–1931) nastoupila studium filosofie na Pražské německé univerzitě, kde byl jejím profesorem mj. Anton Marty. Nadchla se nejprve pro filosofii Friedricha Nietzscheho, poté se však přiklonila ke spisům Franze Brentana. Spolu se sestrou se angažovala ve spolku Frauenfortschritt (Ženský pokrok), podporujícím emancipaci žen, založený manželkou Arnošta Rychnovského a profesora Winternitze.

### Závěr života
Po začátku první světové války narukovali Oskar Pollak a Bertin zeť Samuel Hugo Bergmann do armády a její manžel dočasně sloužil jako sanitář ve Vídni. Válka otřásla její důvěrou v evropskou civilizaci a proto chtěla se svou dcerou Elsou a svým zetěm Samuelem emigrovat do Palestiny. K tomu však již nedošlo, neboť měla záchvat mrtvice, po němž se již neprobrala z bezvědomí.